# Zelený bod
Zelený bod (v originále Der Grüne Punkt) je ochranná známka umisťovaná na obaly výrobků. Označení obalu výrobku známkou Zelený bod znamená, že za označený obal byl uhrazen finanční příspěvek organizaci zajišťující sběr, třídění a recyklaci obalového odpadu. Označení Zelený bod neznamená, že obal je recyklovatelný. Známka Zelený bod je v souladu se směrnicí Evropské unie ES 94/62 užívána v 23 členských státech Evropské unie a to v Belgii, Bulharsku, Česku, Estonsku, Francii, Chorvatsku, Irsku, na Kypru, v Litvě, Lotyšsku, Lucembursku, Maďarsku, Maltě, Německu, Polsku, Portugalsku, Rakousku, Rumunsku, Řecku, Slovensku, Slovinsku, Španělsku a Švédsku. Dále je užívána v Izraeli, Norsku, Severní Makedonii, Srbsku, Turecku, na Ukrajině, částečně ve Spojeném království a Kanadě. Naopak neužívá se v Dánsku, Finsku, Itálii, Nizozemsku, svůj vlastní systém má i Švýcarsko.

Zelený bod

## Historie
Označení Zelený bod vzniklo v roce 1990 Německu a vlastníkem ochranné známky je dodnes společnost Der Grüne Punkt Duales System Deutschland GmbH z Kolína nad Rýnem. Značku vytvořil grafik Lars Oehlschlaeger, který se inspiroval symbolem jin a jang. Vznik značky Zelený bod je spojen s německým zákonem o odpadech, který požaduje, aby se výrobce postaral o recyklaci nebo likvidaci jím použitého obalového materiálu. V důsledku tohoto požadavku vznikl v Německu „duální systém“ sběru odpadu, kdy souběžně se sběrem komunálního odpadu vznikl systém financovaný zapojenými průmyslovými podniky, které splní svoji povinnost zaplacením poplatku provozovateli systému společnosti Der Grüne Punkt Duales System Deutschland GmbH, uvedou logo Der Grüne Punkt na obal svého výrobku a takto označený obal je možno vyhodit do zvláštních žlutých nádob. Vyvážení a další zpracování nebo likvidace odpadu je pak hrazena ze zaplacených poplatků.
V roce 2005 byla založena bruselská společnost Packaging Recovery Organization Europe (zkráceně PRO EUROPE, s.p.r.l.), která zastřešuje z pověření majitele ochranné známky společnosti, které po celém světě využívají ochrannou známku Zelený bod. V každém státě je určena jedna společnost, která je jediná oprávněna vybírat poplatky za recyklaci a za to svým smluvním partnerům umožnit užití označení zelený bod na obalech jejich výrobků.

## Užívání značky
Užití značky Zelený bod na obalu výrobku je možné jen na základě smlouvy se společností, která je pro danou zemi pověřena udělovat oprávnění k jejímu užívání. V Česku je to společnost EKO-KOM, a.s., Praha, na Slovensku společnost ENVI - PAK, a.s., Bratislava. Zelený bod je možno užít s nebo bez textového označení „zelený bod“. Aby se neprodražoval tisk etiket, není nutné, aby byl zelený bod vytištěn v zelené barvě, ale může být i černobílý, případně v jiné barvě.
Ochranná známka Zelený bod nesmí být užívána v žádném jiném smyslu a nesmí být doprovázena žádným dalším textem, který by ji dával do souvislosti s vlastnostmi obalu, především ve vztahu k ochraně životního prostředí.
Zapojení do systému Zelený bod je v Česku dobrovolné a ani zapojené subjekty nejsou povinny symbol Zeleného bodu na své obaly tisknout. Povinnosti výrobce ve vztahu k likvidaci obalů stanovené českým zákonem o obalech lze plnit i jiným způsobem, než zapojením se do systému Zelený bod.